# Philip Berg

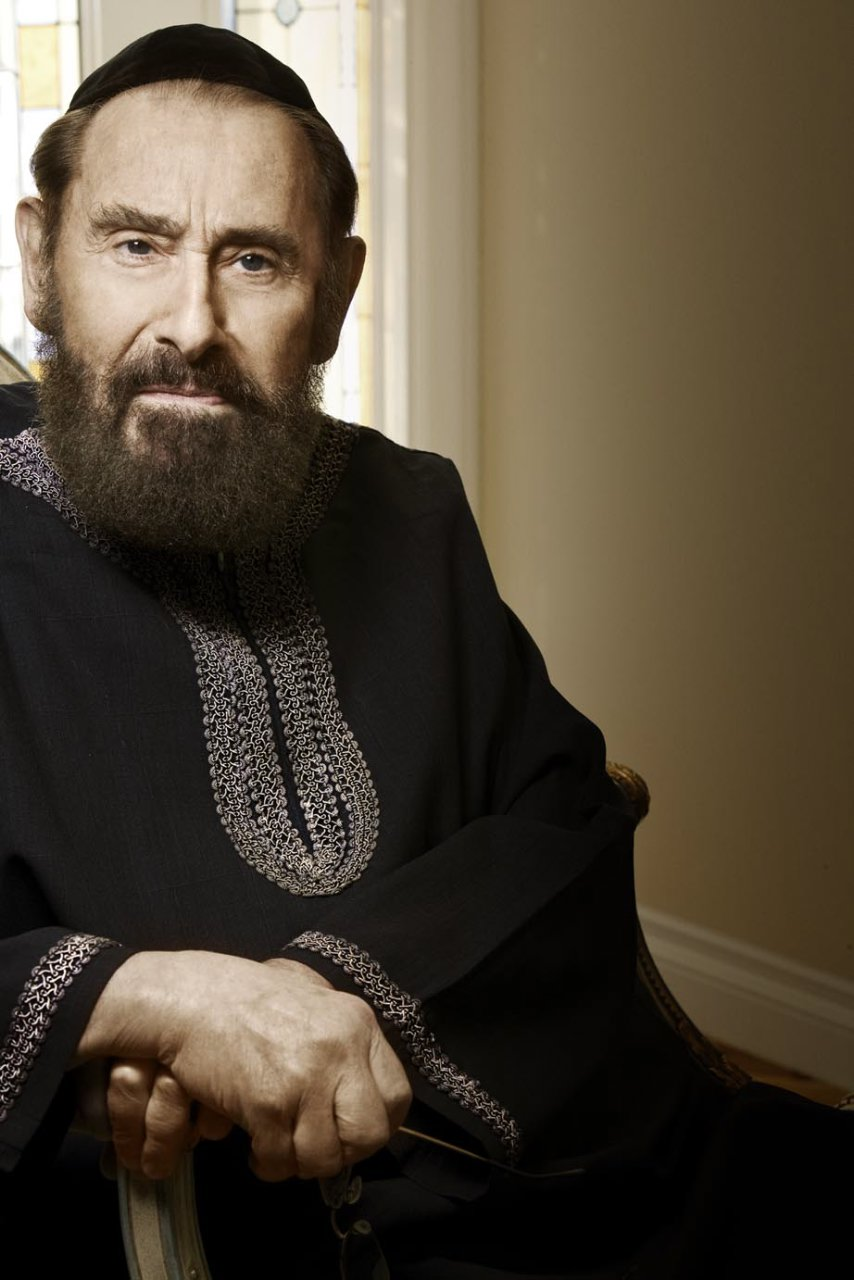
Philip Berg

Philip S. Berg (hebräisch שרגא ברג) (geboren 1929 in Brooklyn, New York; gestorben 16. September 2013 in Los Angeles) dessen eigentlicher Name Shraga Feivel Gruberger lautete, war der Gründer und Leiter des Kabbalah Centres.

## Leben und Wirken
Berg wurde 1929 als Shraga Feivel Gruberger in Brooklyn in eine orthodox-jüdische Familie geboren. Seine Mutter war Ester Gruberger, geborene Reis (1890–1964). Sein Vater, Yechiel Michoel Gruberger (1887–1972), wanderte aus Nadwirna in Galizien (heute in der Ukraine) ein und arbeitete als Kleiderbügler in Williamsburg. In seiner Jugend erhielt Berg eine talmudische Ausbildung an der Jeschiva, „Lakewood Yeshiva“ bei Rabbi Aharon Kotler. Später kehrte er nach Williamsburg zurück, wo er 1951 bereits im Alter von 22 Jahren von der „Yeshiva Torah Vodaath“ die Smicha erhielt. Berg ging in die Geschäftswelt und arbeitete als Versicherungsvertreter für New York Life und betätigte sich auch im Immobiliengeschäft; so soll er 1962 bereits Millionär gewesen sein.
Bergs erste Frau, Rivkah Brandwein (1928–2003), hatte einen Onkel namens Yehuda Brandwein, den Berg 1962 auf einer Reise nach Israel kennenlernte. Brandwein, ein chassidischer Rabbiner aus einer chassidischen Stretiner-Dynastie und enger Schüler des kabbalistischen Kreises um Yehuda Ashlag, wurde Bergs kabbalistischer Mentor. Brandwein war Leiter der Religionsabteilung der israelischen nationalen Arbeitergewerkschaft Histadrut und gründete die „Yeshivat Kol Yehuda“ (benannt nach Ashlag) als Weiterführung der Jeschiwa und des Verlagshauses „Beit Ulpana Itur Rabbanim“ seines Mentors. Das Einzigartige an „Kol Yehuda“ war, dass sich die Studenten auf das Studium der Kabbala konzentrierten. Die Studenten erhielten ein Gehalt zur Deckung ihres Lebensunterhalts, sodass sie sich ganz dem Lernen widmen konnten. Brandwein hatte jedoch Schwierigkeiten, Gelder für die Jeschiwa und den Verlag aufzutreiben. Berg war Brandweins Buchvertreiber und Spendensammler in den Vereinigten Staaten geworden und wahrscheinlich wurde er von Brandwein ermutigt, 1965 in New York das „National Institute for the Research in Kabbalah“ zu gründen, um die Jeschiwa zu unterstützen.
Nach Brandweins Tod im Jahr 1969 änderte er seinen Namen in Philip Berg und kehrte in die Vereinigten Staaten zurück und begann erneut mit seiner ehemaligen Sekretärin (und zukünftigen Frau) Karen, geborene Mulnick (1942–2020) zusammenzuarbeiten, unter der Bedingung, dass sie sich von ihm in der Kabbala unterrichten ließ, einer Disziplin, die seiner Behauptung nach ausschließlich Männern vorbehalten war. Wenige Jahre später verließ er seine erste Frau und sieben Kinder, um mit seiner zweiten Frau Karen Berg das erste „Kabbalah Centre“ in Tel Aviv zu gründen. Mit seiner Familie zog er später nach Kalifornien, wo er mit dem „Kabbalah Centre“ in Los Angeles ab den 1990er Jahren erfolgreich war.
1971 heirateten Philip und Karen und reisten nach Israel. Dort änderten sie ihren Nachnamen von Gruberger in Berg, da es üblich war, europäische jüdische Nachnamen bei der Übersiedlung nach Israel abzukürzen. Im Jahre 1973 kehrten die Bergs nach Queens im Bundesstaat New York zurück, wo sie in den 1980er Jahren ihr Hauptquartier errichteten.
Berg, der seit den Folgen eines Schlaganfalls, im Jahr 2004, chronisch krank war, starb am 16. September 2013 in einem Krankenhaus in Los Angeles. Philip Bergs Grab liegt auf dem jüdischen Friedhof Safed. Sein Alter wurde allgemein mit 86 angegeben (obwohl die Los Angeles Times berichtete, dass er laut öffentlichen Aufzeichnungen 84 Jahre alt war). Er hinterlässt seine Frau Karen und zwei Söhne, Yehuda und Michael, die das „Kabbalah Centre“ seit seinem Schlaganfall geleitet haben. Neben diesen beiden Kindern hatte Berg auch acht Kinder aus seiner ersten Ehe, die Berg und seinen Lehren abschworen.

## Publikationen (Auswahl)
- The Wheels of a Soul. Research Centre of Kabbalah, 1984, ISBN 0-943688-13-2
- Astrology, the Star Connection: The Science of Judaic Astrology. Research Centre of Kabbalah, 1987, ISBN 0-943688-37-X
- Kabbalah for the Layman, Vol. I. Research Centre of Kabbalah, 1981, ISBN 0-943688-00-0
- Kabbalah for the Layman, Vol. II. Research Centre of Kabbalah, 1988, ISBN 0-943688-83-3
- Kabbalah for the Layman, Vol. III. Research Centre of Kabbalah, 1988, ISBN 0-943688-70-1
- Kabbalistic Astrology Made Easy. Research Centre of Kabbalah, 1999, ISBN 1-57189-053-X
- Kabbalistic Astrology: And the Meaning of Our Lives. Kabbalah Publishing, 2006, ISBN 1-57189-556-6
- Power of Aleph Beth, Volume 1. Research Centre of Kabbalah, 1988, ISBN 0-943688-10-8
- Power of Aleph Beth, Volume 2. Research Centre of Kabbalah, 1988, ISBN 0-943688-57-4
- Time Zones. Research Centre of Kabbalah, 1990, ISBN 0-924457-01-5
- The Kabbalah Connection. Research Centre of Kabbalah, 1983, ISBN 0-943688-03-5
- zusammen mit Yehuda L. Ashlag, Translated by Rabbi Levi I. Krakovsky, Ten Luminous Emanations, Volume 1. Research Centre of Kabbalah, 1969, ISBN 0-943688-29-9

- deutsch
- Licht der Kabbala. Die Essenz des Sohar. Kreuz, Freiburg 2006, ISBN 978-3-7831-2818-5